# Jessy Rompies
Jessy Rompies (ur. 14 kwietnia 1990 w Dżakarcie) – indonezyjska tenisistka, reprezentantka kraju w Pucharze Federacji.

## Kariera tenisowa
Jej największe dotychczasowe osiągnięcia w singlu to dwa zwycięstwa w turniejach z cyklu ITF. Jako deblista ma na koncie zwycięstwa w dwudziestu ośmiu turniejach tego cyklu.

## Finały turniejów WTA 125
| Legenda                     | Legenda |
| --------------------------- | ------- |
| Wielki Szlem                |         |
| Igrzyska olimpijskie        |         |
| WTA Tour Championships      |         |
| 2009 – 2020                 |         |
| WTA Premier Mandatory       |         |
| WTA Premier 5               |         |
| WTA Premier                 |         |
| WTA International Series    |         |
| WTA 125K series (2012–2020) |         |
| od 2021                     |         |
| WTA 1000 (obowiązkowe)      |         |
| WTA 1000 (nieobowiązkowe)   |         |
| WTA 500                     |         |
| WTA 250                     |         |
| WTA 125                     |         |

### Gra podwójna 2 (1–1)
| Końcowy wynik | Nr | Data             | Turniej | Nawierzchnia | Partnerka              | Przeciwniczki                        | Wynik finału      |
| ------------- | -- | ---------------- | ------- | ------------ | ---------------------- | ------------------------------------ | ----------------- |
| Finalistka    | 1. | 11 września 2016 | Dalian  | Twarda       | Nicha Lertpitaksinchai | Lee Ya-hsuan Kotomi Takahata         | 2:6, 1:6          |
| Zwyciężczyni  | 1. | 8 sierpnia 2021  | Concord | Twarda       | Peangtarn Plipuech     | Usue Maitane Arconada Cristina Bucșa | 3:6, 7:6(5), 10–8 |

## Wygrane turnieje rangi ITF
| turnieje z pulą nagród 100 000 $ |
| turnieje z pulą nagród 75 000 $  |
| turnieje z pulą nagród 50 000 $  |
| turnieje z pulą nagród 25 000 $  |
| turnieje z pulą nagród 15 000 $  |
| turnieje z pulą nagród 10 000 $  |

### Gra pojedyncza
|    | Data       | Turniej    | Kat. | ($)    | Naw.   | Finalistka             | Wynik    |
| 1. | 04/07/2010 | Nonthaburi | ITF  | 10 000 | twarda | Nicha Lertpitaksinchai | 6:2, 7:5 |
| 2. | 26/06/2011 | Tarakan    | ITF  | 10 000 | twarda | Ayu-Fani Damayanti     | 6:1, 6:2 |